# Asmołauka (obwód miński)
Asmołauka (biał. Асмолаўка; ros. Осмоловка, Osmołowka) – wieś na Białorusi, w obwodzie mińskim, w rejonie berezyńskim, w sielsowiecie Bahuszewiczy. W 2009 roku liczyła 29 mieszkańców.